# Paolo Jannacci
Paolo Maria Jannacci (Milano, 5 settembre 1972) è un musicista, compositore, arrangiatore e cantautore italiano.
Jazzista eclettico, suona il pianoforte, la fisarmonica e il basso.

## Biografia
Unico figlio del cantautore e musicista milanese Enzo Jannacci e di sua moglie Giuliana Orefice (morta il 9 agosto 2024 a Milano, il giorno dopo si è svolto il funerale nella chiesa di Santa Croce a Milano), inizia gli studi in campo musicale all'età di sei anni con Lina Marzotto Pollini e Davide Tai. Prosegue gli studi di strumento e armonia con il padre Enzo Jannacci, Paolo Tomelleri e il maestro Ilario Nicotra, parallelamente ad una formazione linguistico-umanistica.
È un musicista professionista dal 1988. Nel 1990 si diploma al liceo linguistico Internazionale di Milano. Dal 2008 segue corsi di perfezionamento presso il Conservatorio Giuseppe Verdi di Como con il maestro Carlo Morena.
Sposato con Chiara, ha una figlia di nome Allegra, nata nel 2008.
Nel febbraio 2020, partecipa per la prima volta al Festival di Sanremo con il brano Voglio parlarti adesso, ottenendo il 16º posto finale.
Insegna musica d'insieme al CPM (Centro Professione Musica) a Milano.
L'8 settembre 2023, insieme ai suoi musicisti, a Paolo Rossi e al regista Giorgio Verdelli, è a Venezia, all'80ª Mostra Internazionale d'arte cinematografica, per presentare il docufilm sul padre Enzo Jannacci - Vengo anch'io, dove Paolo insieme ad alcuni colleghi raccontano momenti di vita vissuti insieme a Enzo. Il docufilm sarà anche al cinema per tre giorni: dall'11 al 13 settembre 2023.
L'8 febbraio 2024, partecipa come ospite alla terza serata del Festival di Sanremo, insieme a Stefano Massini, con cui presenta il brano inedito L'uomo nel lampo, dedicato al tema delle morti bianche.
Nel 2024 ha ricevuto il Premio Nazionale Cultura della Pace.

## Formazioni
Suona jazz con il suo trio (Marco Ricci e Stefano Bagnoli), con i suoi duo: (1 con Daniele Moretto alla tromba e flicorno) (2 con Luca Meneghello alla chitarra acustica ed elettrica) e con il suo quartetto: (Marco Ricci, Stefano Bagnoli e Daniele Moretto),  e "In Concerto Con Enzo" (esecuzione di brani jazz e canzoni del padre).

## Attività
L'attività di Paolo Jannacci si suddivide in diversi campi: colonne sonore per film, pubblicità, produzioni discografiche e recitazione.

### Produzioni discografiche
- Per Enzo Jannacci: 
  - 1994 - I soliti accordi (Drogueria Di Drugolo DDD 74321 19259 2)
  - 1998 - Quando un musicista ride (Columbia COL 4894342)
  - 2001 - Come gli aeroplani (Ala Bianca ABR 128553845 2)
  - 2003 - L'uomo a metà (Ala Bianca ABR 128553874 2)
  - 2004 - Milano 3.6.2005 (Ala Bianca ABR 128553913 2)
  - 2006 - The best (Ala Bianca ABR 128553951 2)
  - 2008 - The best. Concerto vita miracoli (Ala Bianca ABR 128553989 2)[9]
  - 2013 - L'artista (Ala Bianca ABR 128554094-2)
- Per Ornella Vanoni: Noi, le donne noi brani: Noi le donne noi (afterhouse version) e Bocca di rosa
- Per Cochi e Renato: Nebbia in Valpadana[10]
- Fisarmonica solista per J-Ax: Altra vita[11]
- Fisarmonica solista per gli 883: Tieni il tempo[12]
- Fisarmonica solista per J-Ax e Fedez: Comunisti col rolex[13]

### Produzioni teatrali
- Enzo Jannacci, tutte le produzioni dal 1991 al 2010 (compresa la direzione artistica)
- "Nati in riva al mondo" spettacolo con Mauro di Domenico, Mauro Pagani, Cloris Brosca, Orkestra Internazionalista - Leoncavallo, marzo 2005
- Io penso positivo ma mi girano i maroni di Giacomo Valenti[14]
- Svendita totale di Dario Barezzi[15]
- Prossime aperture di Andrea Rivera[16]
- Sono stata io di Caterina Casini e Riccardo Piferi, Teatro Ciak di Milano, regia di R. Piferi[17]

### Direzione d'orchestra
- Orchestra sinfonica a Sanremo nel 1998 per Enzo Jannacci[18] e nel 2004 per "Gino" Pacifico[19]
- Paolo Jannacci Band a Zelig nell'edizione 2010,[20] 2011,[21] e 2012[22]
- Paolo Jannacci Band a Che tempo che fa speciale - Vengo anch'io, ovvero Enzo Jannaccicondotto da Fabio Fazio, 19 dicembre 2011.
- Sorci Verdi Band a Sorci verdi, con J-Ax, Rai 2 (2015)
- Raiduo Band a Raiduo con Ale e Franz, con Ale e Franz, Rai 2 (2023)

## Filmografia
- I misteri di Cascina Vianello, episodio La paura nella stalla – serie TV (1997)
- South Kensington, regia di Carlo Vanzina (2001)
- La febbre, regia di Alessandro D'Alatri (2005)
- Enzo Jannacci - Vengo anch'io, regia di Giorgio Verdelli – docufilm (2023) - se stesso
- Io, noi e Gaber,[23] regia di Riccardo Milani – docufilm (2023) - se stesso

## Riconoscimenti
- Targa Tenco - 2002 - miglior canzone italiana “Lettera da lontano”
- Targa Tenco - 2003 - miglior canzone italiana “L'uomo a metà”
- Targa Tenco - 2005 - migliore album dialettale “Milano 3-6-2005”
- Targa Tenco - 2020 - migliore opera prima “Canterò”[24]
- BAFF Film Festival - 2008 - premio Onda / DiMeglio alla miglior colonna sonora per il film: "Voglio la Luna"[25]
- Premio Lunezia - 2012 - menzione speciale antologica per il valore musical-letterario del brano L'uomo a metà[26]
- Premio Lavagnino TV - 2013[27]
- Nomination Nastro d'argento - miglior canzone originale "Trust in Me" per il film Mi fido di te di Massimo Venier
- Nomination David di Donatello - miglior canzone originale per il film Piccoli equivoci di Ricky Tognazzi[28]

## Discografia

### Album in studio
- 2002 – Notes
- 2004 – Tape 1
- 2005 – My Tangos[29]
- 2008 – Paolo Jannacci Trio
- 2013 – Allegra
- 2017 – Hard Playing[30]
- 2020 – Canterò[31]

### Album dal vivo
- 2017 - DVD In Concerto con Enzo Allegato al Cd "Hard Playing"[32]

### Colonne sonore
- Piccoli equivoci di Ricky Tognazzi - Italia 1989
- Papà dice messa di Renato Pozzetto  - Italia 1996
- Mi fido di te di Massimo Venier - Italia 2006
- Voglio la luna - Italia 2007 di Roberto Conte, Roberto Palmieri;[33]
- Canzone Originale Che si fa nel film Somewhere di Sofia Coppola 2009
- Almeno tu nell'universo di Luca Biglione - Italia 2011

Compone anche colonne sonore per i documentari di Dario Barezzi:
- Apriti cielo per il Museo regionale di scienze naturali di Torino[34]
- Al di là del mare per il Museo nazionale della scienza e della tecnologia Leonardo da Vinci[35]

## Videografia
- 2007 - Io non sono un moderato di Andrea Nobile.[36] Documentario della candidatura di Dario Fo sindaco di Milano, Italia.
- 2008 - Enzo Jannacci The Best DVD[37].
- 2013 - Allegra video clip del cd Allegra di: Monica Diani, Simone Galbiati e Gian Luca Margheriti. Italia.
- 2015 - Paolo Jannacci "In concerto con Enzo" (Concerto con:P.jannacci-S.Bagnoli-M.Ricci-D.Moretto-S.Farina) Sky ArteHd.[38]

## Pubblicazioni
- 2011 - Aspettando al semaforo (ed. Mondadori), su mondadori.it.
- 2023 - Ecco tutto qui (ed. Hoepli), su hoeplieditore.it.